# Муавия I (халиф)
Муавия ибн Аби Суфян (на арабски: معاوية ابن أبي سفيان), ислямски водач, първи халиф на Омаядския халифат в Дамаск.